# Valerio Manfrini
Valerio Manfrini (Lodi, 3 maggio 1925 – Lodi, 24 luglio 2017) è stato un politico italiano.

## Biografia
Farmacista nel comune di Lodi, politico attivo nelle file della Democrazia Cristiana, di cui era segretario cittadino è stato sindaco della città e promotore della nascita dell'omonima provincia.